# Шмаков, Геннадий Григорьевич
Генна́дий Григо́рьевич Шма́ков (27 марта 1940, Свердловск — 21 августа 1988, Нью-Йорк) — русский поэт, переводчик и балетный критик, специалист по творчеству М. Кузмина и К. Кавафиса, автор биографий Жерара Филиппа, Михаила Барышникова и Наталии Макаровой.

## Биография
Геннадий Шмаков родился 27 марта 1940 года в Свердловске. В 1958 г. окончил школу. В 1962 г. окончил филологический факультет Ленинградского университета (отделение классической филологии), интересовался языком греческих «отцов церкви». Работал в библиотеке Академии наук.
В 1967 году женился на Марине Михайловне Годлевской (род. 19 января 1940), сын от этого брака — Кирилл Ротуло.
В 1969 г. окончил аспирантуру, в 1973 вступил в Союз писателей. Преподавал английский язык и историю западной литературы в Ленинградском институте театра и кино, рецензировал балетные постановки и кинофильмы. Переводил поэзию П. Верлена, Ж. Кокто, Ф. Пессоа, Р. Дарио, прозу М. Пруста, Н. Готорна и Г. Джемса. Перевёл на русский язык стихотворения александрийского поэта Константиноса Кавафиса; эту «огромную работу» особенно ценил И. Бродский, посвятивший Шмакову вторые «Венецианские строфы».
В декабре 1974 года, после развода с М. М. Годлевской, Шмаков фиктивно женился на американской гражданке и через год, в декабре 1975 года, выехал из Советского Союза в США, на постоянное место жительства в Нью-Йорк. Поддерживал дружеские отношения с Михаилом Барышниковым, Наталией Макаровой, Иосифом Бродским, Александром Либерманом, последние годы провёл в загородном доме последнего. Академическая карьера Шмакова в США не сложилась, по мнению И. Бродского, из-за пренебрежительно-враждебного отношения университетской профессуры. Бродский неоднократно упоминает имя Шмакова в своих заметках и интервью:

Мы со Шмаковым были римлянами в некотором роде… Шмаков — это человек, который действительно был — ну, не хочу сказать, что альтер эго — но в некотором роде у меня было оснований доверять ему больше чем кому бы то ни было. Не только потому, что он был одним из самых образованных людей своего времени. Что само по себе создавало колоссальный — если не пиетет, то, по крайней мере, колоссальные основания для доверия. То есть это происходило не только потому, что он читал все, знал все. Но именно потому, что мы с ним действительно были, как говорится, одного поля ягоды.
Геннадий Шмаков не скрывал своей гомосексуальности; умер на 49-м году жизни от СПИДа. Остались незаконченными его автобиографический роман, биографии М. Петипа, М. Каллас, М. Пруста. Также не опубликованы многие его стихи, в том числе гомоэротические. По завещанию поэта его тело было кремировано и Евгений Рейн развеял его прах в Нью-Йорке. Через три года усилиями друзей поэта была издана книга его избранных переводов «Странница-любовь».

## В художественной литературе
- Геннадий Шмаков — прототип Сани Стеклова, персонажа романа Людмилы Улицкой «Зелёный шатёр».
- Под именем Володя Шмакофф появляется в текстах Эдуарда Лимонова «История его слуги», «Муссолини и другие фашисты…», «Сын убийцы», «Мальтийский крест». О нём самом он пишет в «Книге мёртвых».
- Памяти Геннадия Шмакова посвящён роман Дмитрия Савицкого «Тема без вариаций» (1998), в котором сам он мельком упомянут под именем Женьки Смокова.

## Публикации
- Шмаков Г. Г., Жерар Филип. Серия: Жизнь в искусстве. Москва: «Искусство». 1974
- Шмаков Г. Г. Блок и Кузмин (новые материалы)// Блоковский сборник. II. Тарту, 1972. С. 349—350
- Шмаков Г. Два Калиостро// Кузмин М. Чудесная жизнь Иосифа Бальзамо, графа Калиостро. New York, 1982. C. 16
- Геннадий Шмаков. Странница-любовь.// Избранные переводы. Л. : Издательство «Петрополь» Ленинградского отделения Советского фонда культуры. 1991.